# 岐阜保健大学
岐阜保健大学（ぎふほけんだいがく、英語: Gifu University Of Health Science）は、岐阜県岐阜市東鶉2-92に本部を置く日本の私立大学。2019年創立、2019年大学設置。

## 概観
2019年4月、岐阜保健短期大学を母体に看護学部看護学科を開設。併せて短期大学の看護学科を募集停止。付属機関として4つの研究センターを持つ。。

## 沿革
（沿革節の主要な出典は公式サイト）
- 1989年（昭和64年/平成元年） - 前身の豊田学園 医療専門学校が開校。
- 2007年4月 - 岐阜保健短期大学開学。
- 2019年4月 - 岐阜保健大学開学。
- 2021年4月 - リハビリテーション学部を設置

## 学部
- 看護学部
  - 看護学科
- リハビリテーション学部
  - 作業療法学科
  - 理学療法学科

## 付属機関
- 高齢者認知症予防センター
- 母子支援センター
- 多文化共生・多様性健康推進センター
- 多職種連携実践センター

## 奨学金
給付型
- 特別奨学生A（学費免除）
- 特別奨学生B（学費半額免除）
- 特別奨学金

## 姉妹校
- 岐阜保健大学医療専門学校
- 岐阜保健短期大学調理専門学校

## 公式サイト
- 岐阜保健大学